# Christian Waber

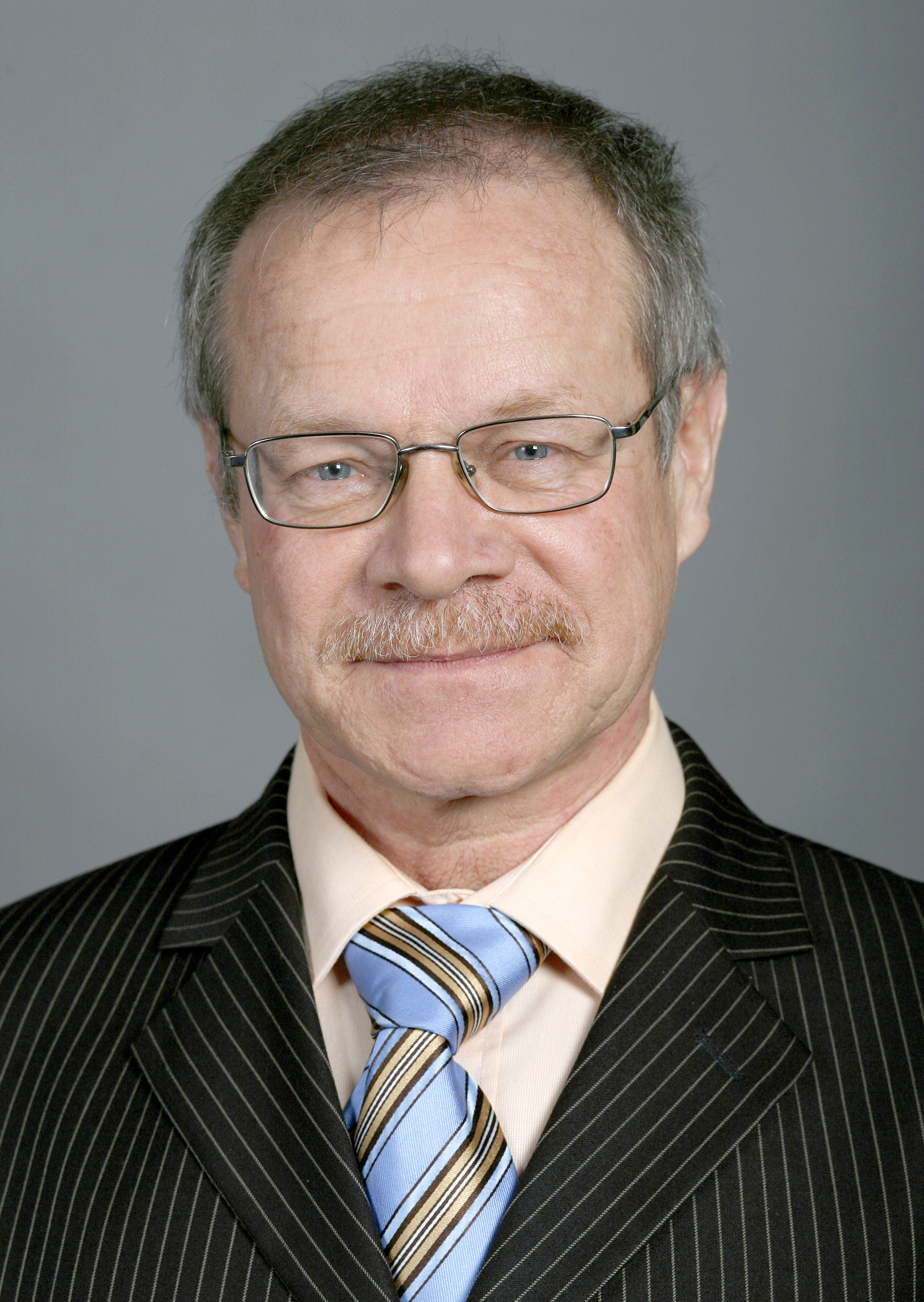
Christian Waber (2007)

Christian Waber (* 7. Mai 1948 in Waldkirch; heimatberechtigt in Horrenbach-Buchen) ist ein Schweizer Politiker (EDU).

## Leben
Waber ist diplomierter Baumeister und heute als Berater tätig. 2004 gründete er die Stiftung Elim, welche in Wasen ein Haus für alleinerziehende Mütter mit Kindern, Schwangere, Frauen mit psychischen und sozialen Problemen sowie Grossfamilien betreibt und diese bei der gesellschaftlichen Integration unterstützt.
Er ist verheiratet und hat vier erwachsene Kinder. Er wohnte im Dorf Wasen in der Gemeinde Sumiswald im Emmental, heute wohnt er in der Gemeinde Lützelflüh.

## Politik
Von 1985 bis 1992 war Christian Waber Gemeinderat von Sumiswald. Von 1990 bis 1997 gehörte er dem Grossen Rat des Kantons Bern an, bis er im Juni 1997 nach dem Rücktritt von Werner Scherrer für diesen im Nationalrat nachrückte. In den Wahlen 1999, 2003 und 2007 wurde er wiedergewählt. Während seiner ganzen Amtszeit als Nationalrat war er Mitglied der Geschäftsprüfungskommission (GPK), ausserdem 2003 bis 2007 Mitglied der Gerichtskommission der Vereinigten Bundesversammlung (GK) und 2006 bis 2007 als Präsident der EVP-EDU-Fraktion zugleich Mitglied des Büros des Nationalrates. Nach den Wahlen 2007 war er fraktionslos und konnte folglich in keiner Kommission mehr Einsitz nehmen. Nach 12 Jahren im Amt als Nationalrat trat Waber per Ende August 2009 zurück. Für ihn rückte Andreas Brönnimann nach, der jedoch 2011 die Wiederwahl nicht schaffte. Von 1996 bis 2000 war Waber Präsident der EDU. Von 2013 bis 2016 war Waber Gemeindepräsident von Sumiswald, wo er seit Jahrzehnten wohnhaft war.
2008 hat Waber die Parlamentarische Gruppe Schweiz–Israel gegründet; Ziel sei, «die Beziehung zwischen der Schweiz und Israel zu stärken.»

## Rassismusvorwürfe
2008 wurde gegen Waber Strafanzeige wegen Rassendiskriminierung eingereicht. Gemäss Waber strebe der Islam militant nach der Weltherrschaft. Er bezeichnete den Islam als menschenverachtenden Glauben mit Sippenhaft, Zwangsheirat und Kindern, die zu Selbstmordattentätern herangezogen würden. Auf das Gesuch der Zürcher Staatsanwaltschaft um Aufhebung der parlamentarischen Immunität trat das Parlament ein, hielt jedoch an Wabers Immunität fest. Nach Ansicht des Parlaments stand das Interesse an einer Strafverfolgung nicht über jenem an einem ungehinderten Ratsbetrieb.